# Bolesław Abart
Bolesław Abart (ur. 13 sierpnia 1935 w Chorzowie) – polski aktor teatralny, filmowy i telewizyjny.

## Życiorys
Ukończył krakowską PWST w 1962. W tym samym roku, 11 czerwca, zadebiutował w teatrze i został zaangażowany do krakowskiego Teatru im. J. Słowackiego. Występował w nim do 1964, po czym przeniósł się do wrocławskiego Teatru Dramatycznego a następnie do Teatru Polskiego we Wrocławiu (1969–1974).Od 1974 do 2013 był aktorem wrocławskiego Teatru Współczesnego.

## Spektakle teatralne (wybór)[1]
- 1962: Ocean jako Tadeusz (reż. Bronisław Dąbrowski)
- 1963: Fantazy jako Jan (reż. Halina Gryglaszewska)
- 1963: Krakowiacy i Górale jako Paweł; Drużba II (reż. B. Dąbrowski)
- 1963: Śluby panieńskie jako Albin (reż. Roman Niewiarowicz)
- 1965: Balladyna jako Kirkor (reż. Maria Straszewska)
- 1965: Powrót syna marnotrawnego jako Jan Bisser Corlitzer; Ślepiec (reż. Jakub Rotbaum)
- 1966, 1969: Jak wam się podoba jako Karol (reż. Krystyna Skuszanka)
- 1966: Wieś Stiepanczykowo jako chłop (reż. Jerzy Krasowski)
- 1967: Sprawa Dantona jako I Komisarz; Courtois (reż. J. Krasowski)
- 1967: Wachlarz lady Windermere jako James Hopper (reż. Artur Młodnicki)
- 1968, 1969: Zemsta jako szlachcic Rejenta (reż. J. Krasowski)
- 1969: Protesilas i Laodamia jako Hermes (reż. Henryk Tomaszewski)
- 1970: Wesele jako hetman (reż. Jerzy Goliński)
- 1973: Czarownice z Salem jako Danforth (reż. Zygmunt Hübner)
- 1973: Ryszard III jako kardynał; markiz Dorset (reż. Stanisław Brejdygant)
- 1974: Popiół i diament jako redaktor Pawlicki (reż. Jan Maciejowski)
- 1974: Amerykański ideał jako tatuś (reż. Ludwik René)
- 1975: Białe małżeństwo jako ojciec (reż. Kazimierz Braun)
- 1977: Odejście głodomora jako Pan (reż. Helmut Kajzar)
- 1977: Operetka jako strzelec Stanisław (reż. K. Braun)
- 1978: Dziady jako doktor (reż. K. Braun)
- 1978: Szewcy jako prokurator Robert Scurvy (reż. Jacek Weksler)
- 1979: Bal manekinów jako anarchista, Delegat I (reż. J. Weksler)
- 1981: Kronika wypadków miłosnych jako policjant (reż. K. Braun)
- 1983: Ksiądz Marek jako Branecki (reż. Andrzej Makowiecki)
- 1983: Dżuma jako naczelnik (reż. zespołowa)
- 1984: Pułapka jako Herman Kafka, ojciec Franza Kafki(reż. K. Braun)
- 1986: Sztukmistrz z Lublina jako Mendełe Kaczka; Chasyd (reż. Jan Szurmiej)
- 1987: Zezowate szczęście jako naczelnik więzienia (reż. Maciej Domański)
- 1987: Kotka na rozgrzanym, blaszanym dachu jako doktor Baugh (reż. Janusz Kijowski)
- 1989: Bigos hultajski, czyli Szkoła trzpiotów jako Brandys (reż. H. Gryglaszewska)
- 1990: Noc Walpurgii jako Boria (reż. Radosław Piwowarski)
- 1991: Ślub jako dostojnik; kanclerz (reż. A. Makowiecki)
- 1991: Wariat i zakonnica jako dr Burdygiel (reż. Krzysztof Jasiński)
- 1991: Opera za 3 grosze jako Walter (reż. Jan Błeszyński)
- 1992: Sen jako mąż Marii Moskalew (reż. Krzysztof Rościszewski)
- 1993, 1994: Requiem dla zakonnicy jako sędzia (reż. Jurij M. Krasowski)
- 1994: Poskromienie złośnicy jako Vincencio (reż. Julia Wernio)
- 1994: Czarownice z Salem jako Putnam (reż. Jacek Bunsch)
- 1994: Piaf jako Inspektor; Georges (reż. J. Szurmiej)
- 1995: Lot nad kukułczym gniazdem jako Scanlon (reż. Jan Buchwald)
- 1995: Czyż nie dobija się koni? jako Rollo Peters (reż. Tomasz Dutkiewicz)
- 1996: Wiśniowy sad jako Borys Simeonow-Piszczyk (reż. Andro Enukidze)
- 1996: Komedia sytuacyjna jako Maurycy (reż. Sylwester Chęciński)
- 1996: Cud na Greenpoincie jako Czemp (reż. Zbigniew Lesień)
- 1997: Rewizor jako Ziemlanika (reż. Siergiej Desnitskij)
- 1997: Ferdydurke jako dyrektor Piórkowski (reż. J. Bunsch)
- 1998: Kordian jako starzec (reż. Jarosław Ostaszkiewicz)
- 1998: Świadkowie albo nasza mała stabilizacja jako Trzeci (reż. Jan Różewicz)
- 1998: Paragraf 22 jako ppłk Korn (reż. Krzysztof Galos)
- 1999: Zmierzch jako Iwan Piatirubel (reż. Krystyna Meissner)
- 2000: Pod drzwiami jako pułkownik (reż. Paweł Szkotak)
- 2000: Rzeźnia jako Paganini-Rzeźnik (reż. Grzegorz Wiśniewski)
- 2002: Sonata Belzebuba jako Teobald Rio Bamba (reż. P. Szkotak)
- 2003: Zwycięstwo jako Edgbaston, Hampshire, Mobberley (reż. Helena Kaut-Howson)
- 2004: Niskie Łąki jako komendant obozu dla internowanych (reż. Waldemar Krzystek)
- 2007: Trójkąt jako głos (reż. Szymon Turkiewicz)
- 2008: Kupiec wenecki jako Shylock (reż. Gabriel Gietzky)
- 2011: Pożegnanie jesieni jako starzec (reż. Piotr Sieklucki)
- 2012: Dawno temu w Odessie jako Bojarski (reż. Łukasz Czuj)

## Wybrana filmografia[2]
- 1966: Czterej pancerni i pies jako radziecki kierowca
- 1969: Znaki na drodze jako kierowca Sosin
- 1971: Zaraza jako nowy kierownik izolatorium
- 1973: Śledztwo jako Faquart
- 1974: Potop jako Sosnowski
- 1976: Klara i Angelika jako mąż Angeliki
- 1980: Grzeszny żywot Franciszka Buły jako oficer niemiecki
- 1982: Matka Królów jako Hegeman
- 1986: Na kłopoty… Bednarski jako dyrektor salonu z futrami
- 1998-99: Życie jak poker jako jasnowidz Krzysztof Pogorzelski
- 2001: Wiedźmin jako starszy elf
- 2003-17: Świat według Kiepskich jako różne role (m.in. Niemiec Schmidt, biskup, generał niemiecki)
- 2004: Fala zbrodni  jako ojciec „Alex” i prezes banku
- 2006: Francuski numer jako kolekcjoner samochodów
- 2007: Kopciuszek jako listonosz
- 2009: Plebania jako Stanisław Mazurek
- 2010: Klub szalonych dziewic jako notariusz
- 2011: Wiadomości z drugiej reki jako profesor Ptasznik
- 2013: Komisarz Alex jako sędzia (odc. 27)
- 2014: Karuzela jako starzec
- 2014: Prawo Agaty jako Czesław Kossakowski (odc. 76)
- 2017: Ptaki śpiewają w Kigali jako Horst Keller
- 2018: Ślad jako jubiler Stanisław Suchowski
- 2022-23: Archiwista jako Zdzisław, przyjaciel Henryka

## Odznaczenia i nagrody
- Złoty Krzyż Zasługi (1988)
- Medal 40-lecia Polski Ludowej (1984)
- Odznaka „Za zasługi dla województwa wrocławskiego” (1985)
- Nagroda na Kaliskich Spotkaniach Teatralnych – za rolę drugoplanową w sztuce Samobójca (1989)
- Nagroda Prezydenta Miasta Wrocławia (2001)